# Gortal
Gortal – polski zespół muzyczny wykonujący muzykę w stylu death metal, powstały w 1996 roku.

## Historia
Zespół powstał w Warszawie w 1996 roku z inicjatywy gitarzysty Chrystego. W lutym 2000 zespół zarejestrował debiutanckie demo pt. Spawn of Hatred. Nagrania odbyły się w podrzeszowskiej Boguchwale w studiu Spaart. W 2001 w warszawskim studiu DBX muzycy nagrali promo Unleash Hell, które zostaje wydane rok później nakładem Apocalypse Production. W 2004 roku zespół nagrał kolejne demo pt. Blastphemy.
W listopadzie 2005 Gortal rozpoczął nagrania materiału zatytułowanego Blastphemous Sindecade, w warszawskim studiu Kokszoman/Złota Skała. Prace nad płytą trwały do początków 2008 roku. Realizacji płyty podjął się Maciej Miechowicz, znany m.in. występów w Kobong i Neuma. Gościnnie część partii gitary basowej zarejestrował Filip "Heinrich" Hałucha. W listopadzie 2008 roku nakładem Pagan Records ukazał się album zatytułowany Blastphemous Sindecade. W grudniu 2012 roku ponownie nakładem Pagan Records ukazał się album zatytułowany Deamonolith.

## Muzycy
| Obecny skład zespołu - Krzysztof "Chryste" Rzetecki – gitara, śpiew - Marcin "Major" Meyer – gitara, śpiew - Krzysztof "Desecrate" Szałkowski – perkusja - Filip "Nekrofilip" Piotrowski – gitara basowa Muzycy koncertowi - Adrian "A.D. Gore" Słojewski – gitara basowa |  | Byli członkowie zespołu - Dariusz "Hellrizer" Zaborowski – perkusja - Maciej "Cukier" Sychowicz – śpiew - Arkadiusz "Opath" Gruszka – gitara basowa - Michał Laska – gitara basowa - Tomasz "Cyklon" Węglewski – gitara basowa - "Andraste" – gitara basowa - Daniel "Beton" Grotkiewicz – śpiew - Patryk Libiszewski – perkusja - "Bengarek" – gitara basowa |

## Dyskografia
- Spawn of Hatred (demo, 2000, wydanie własne)
- Unleash Hell (demo, 2001, Apocalypse Production)
- Blastphemy (demo, 2004, wydanie własne)
- Sindecade (demo, 2007, wydanie własne)
- Sindecade/Sacrilege (2008, Gorification Musix, split z Centurion)
- Blastphemous Sindecade (2008, Pagan Records)
- Deamonolith (2012, Pagan Records)[8]